# Deinopis bucculenta
Deinopis bucculenta är en spindelart som beskrevs av Schenkel 1953. Deinopis bucculenta ingår i släktet Deinopis och familjen Deinopidae.
Artens utbredningsområde är Venezuela. Inga underarter finns listade i Catalogue of Life.